# Wiardi Beckman Stichting
De Wiardi Beckman Stichting is het wetenschappelijk bureau van de Nederlandse Partij van de Arbeid.
De stichting stelt zich ten doel een brug te vormen tussen wetenschap en de sociaaldemocratie. Ze draagt door studie en analyse bij aan de vernieuwing van programma's en beleid van de PvdA en poogt een vrijplaats te zijn voor debat over de koers van de sociaaldemocratie. Ze zegt een onafhankelijke positie in te nemen, alhoewel dat ondersteunend werk voor de PvdA niet uitsluit.

## Naamgever
De Wiardi Beckman Stichting is vernoemd naar historicus, journalist en Eerste Kamerlid Stuuf Wiardi Beckman (1904–1945). Wiardi Beckman, een belangrijk socialistisch politicus en vernieuwend denker uit het interbellum, werd in de Tweede Wereldoorlog door koningin Wilhelmina opgeroepen om deel te gaan uitmaken van het oorlogskabinet in Londen. Hij werd in 1942 door de Duitse SD op het strand van Scheveningen opgepakt. Via de gevangenis van Scheveningen (het Oranjehotel), kamp Amersfoort, kamp Vught en als Nacht und Nebel-gevangene in kamp Natzweiler-Struthof, belandde hij in het concentratiekamp Dachau, waar hij op 16 maart 1945 aan vlektyfus overleed.

## Organisatie
Financieel is de stichting aangewezen op individuele bijdragen van (voornamelijk) PvdA-leden. Daarnaast ontvangt het een subsidie die afhankelijk is van het aantal Kamerzetels van de PvdA. 
De stichting heeft een kleine staf van betaalde medewerkers. Ze is daarnaast in belangrijke mate aangewezen op een breed netwerk van mensen, werkzaam aan universiteiten, in maatschappelijke organisaties en het openbaar bestuur. In het verleden waren onder meer Femke Halsema (later GroenLinks), Paul Scheffer (publicist), Ayaan Hirsi Ali (later VVD) en René Cuperus (publicist) in dienst van de WBS. Voorzitter van de Haagse Stadspartij Patricia Dinkela is dat sinds 2023.

### Directeuren
- Gerard Slotemaker de Bruïne (1945–1947)[1]
- Jan Barents (1947–1948)[4]
- Joop den Uyl (1949–1963)[5]
- Cees de Galan (1964–1967)[6]
- Henk van Stiphout (1968–1975)[7]
- Wouter Gortzak (1975–1981)[8]
- Joop van den Berg (1981–1989)[9]
- Paul Kalma (1989–2006)[10]
- Monika Sie Dhian Ho (2008–2016)
- Klara Boonstra (2017–2022)
- Tim 'S Jongers (2022–2024)[11]
- Annemarieke Nierop (2025-heden; sinds 2007 werkzaam bij de stichting)[12]

## Activiteiten en initiatieven
Door de WBS wordt zes keer per jaar het tijdschrift Socialisme & Democratie uitgegeven. Tot 2016 publiceerde de WBS ook jaarboeken. Aan de Universiteit van Amsterdam is sinds 1988 de Dr. J.M. den Uyl-leerstoel ingesteld. Deze werd in het verleden achtereenvolgens door Jan Pronk, Ad Oele, Ed van Thijn, Ad Geelhoed, Frank Vandenbroucke en Sarah de Lange bekleed. Sinds 1 juli 2023 is Femke Roosma de bijzonder hoogleraar op de dr. J.M. den Uyl-leerstoel.
Verder is de WBS actief in internationale netwerken van centrumlinkse denktanks. Zo werkt ze mee aan bijeenkomsten en publicaties van het Britse Policy Network en heeft ze zelf, samen met de Duitse Friedrich Ebert Stiftung en het Oostenrijkse Dr. Karl Renner Institut, het "Forum Scholars for European Social Democracy" opgericht, welke jaarlijks confereert en boeken publiceert op het gebied van transnationale programmatische uitwisseling.
Van de WBS maakte tevens het Centrum voor Lokaal Bestuur deel uit. Daarin worden de lokale, regionale en provinciale bestuurders van de PvdA georganiseerd en opgeleid. Het geeft onder meer het online maandblad Lokaal Bestuur uit. Het CLB is inmiddels verzelfstandigd.
Recente initiatieven van de WBS zijn Van Waarde Lokaal en Van Waarde Internationaal.